# Apona ronaldi
Apona ronaldi är en fjärilsart som beskrevs av Bethune-Baker 1927. Apona ronaldi ingår i släktet Apona och familjen Eupterotidae. Inga underarter finns listade i Catalogue of Life.